# Rekord-Brikett

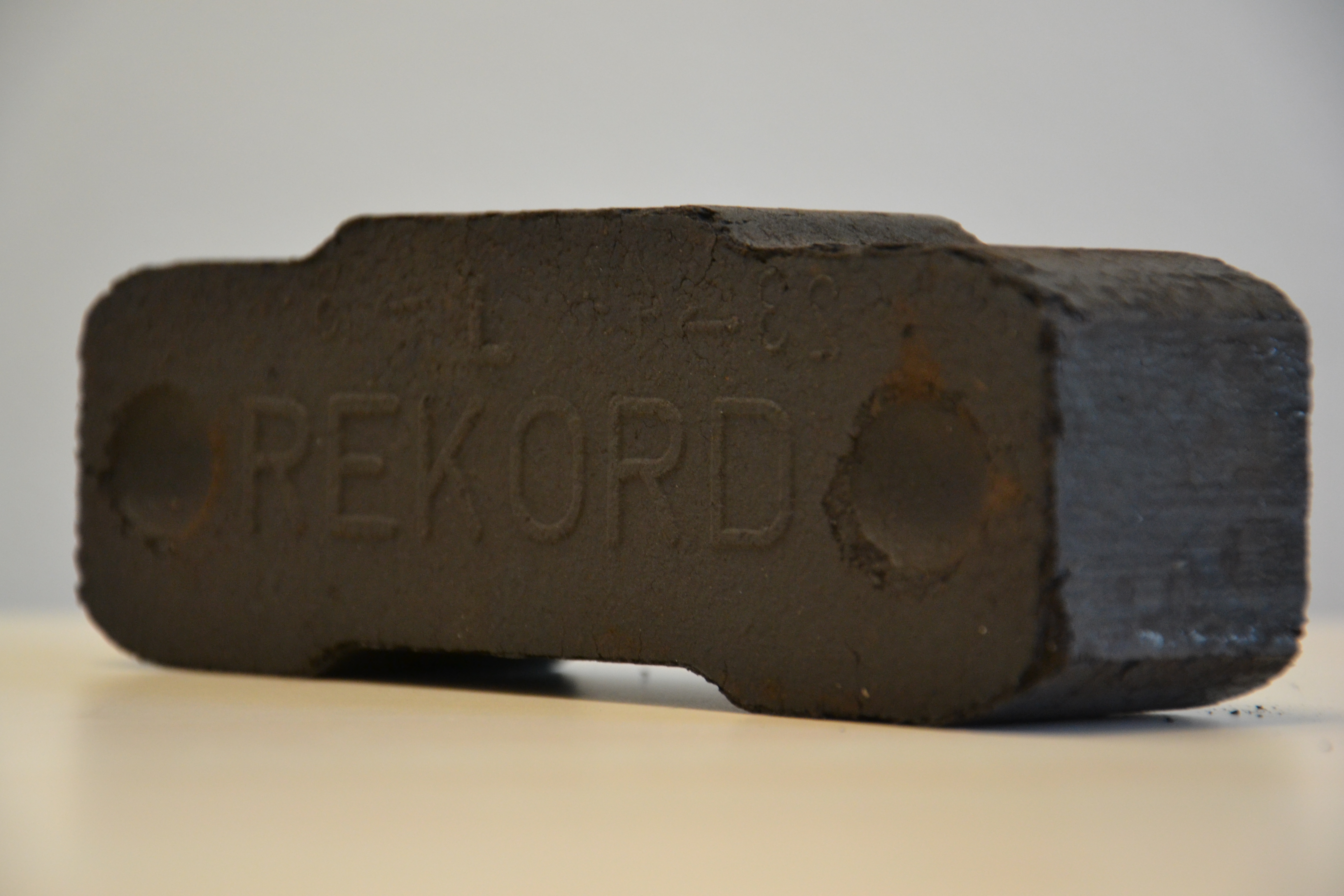
Rekord-Brikett als stapelbarer Bündelstein

Rekord-Briketts sind ein Brennstoff-Markenartikel aus Braunkohle des Lausitzer Braunkohlereviers.

## Produktion und Beschaffenheit

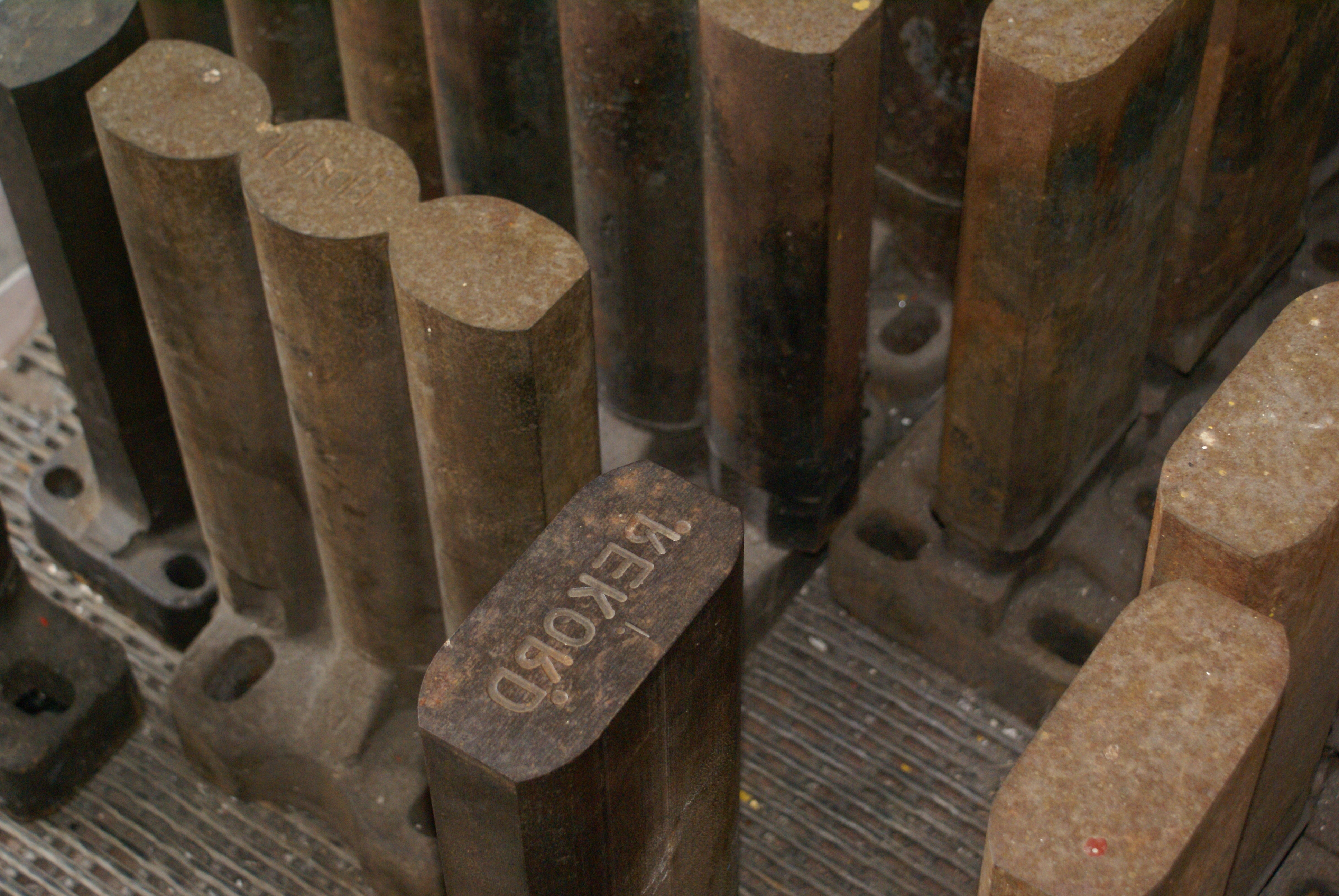
Formstempel „REKORD“
Presskammerverfahren
(verschiedene Formate)

Das Lausitzer Rekord-Brikett ist ein Festbrennstoff aus zerkleinerter, getrockneter und in Strangpressen zu Briketts gepresster Braunkohle. Der Energieträger wird als Wärmequelle in traditionellen Kohleöfen und modernen Feuerstätten wie Kaminöfen, Kachelöfen und Heizkaminen eingesetzt. Ebenso finden diese Briketts als Brennstoff in industriellen Feuerungsprozessen Verwendung. Rekord-Briketts werden heute in der Brikettfabrik Schwarze Pumpe im Süden Brandenburgs (Lausitz Energie Bergbau AG) produziert, die Braunkohle wird im Tagebau Welzow-Süd gewonnen.

## Geschichte
Der Name „Rekord“ wurde 1961 in der DDR als Brikettmarke angemeldet und stammte aus einem Ideen-Wettbewerb. Gewonnen hat diesen der Ingenieur Hansjochem Hampel, Betriebsleiter der Brikettfabriken Wildgrube und Domsdorf von 1961 bis 1968. Seitdem produzieren alle ostdeutschen Brikettfabriken unter diesem einheitlichen Markennamen. Zur Herkunftskennzeichnung wurden beim Pressvorgang Punkte auf die Stirnseite aufgebracht (TGL 13134/02). Nach den energiepolitischen Umstrukturierungen infolge der deutschen Wiedervereinigung wurde die Brikettproduktion im Osten nur noch in zwei Fabriken fortgesetzt: Briketts aus dem Lausitzer Braunkohlerevier waren durch den eingestempelten Zusatz „L“ zu erkennen. Briketts aus dem Mitteldeutschen Braunkohlerevier trugen den Zusatz „P“ für Phönix (Brifa Phönix in Mumsdorf/Thüringen). Im Jahr 2003 stellte die Mitteldeutsche Braunkohlengesellschaft (MIBRAG) die Brikettherstellung aufgrund des hohen Schwefelanteils der mitteldeutschen Braunkohle ein. Seitdem wurden Rekord-Briketts ausschließlich in Schwarze Pumpe produziert. 2011 erfolgte die Wiederaufnahme der Brikettherstellung in Deuben – zunächst jedoch als Lohnproduktion für Rheinbraun mit rheinischer Kohle. 2018 wurden auch in Deuben („D“) mit Lausitzer Kohle Rekord-Briketts hergestellt. Im Juli 2018 ereignete sich in Deuben eine Verpuffung mit Verletzten und erheblichen Sachschäden, infolge derer die Brikettierung im Mai 2019 endgültig eingestellt wurde.

## Formate

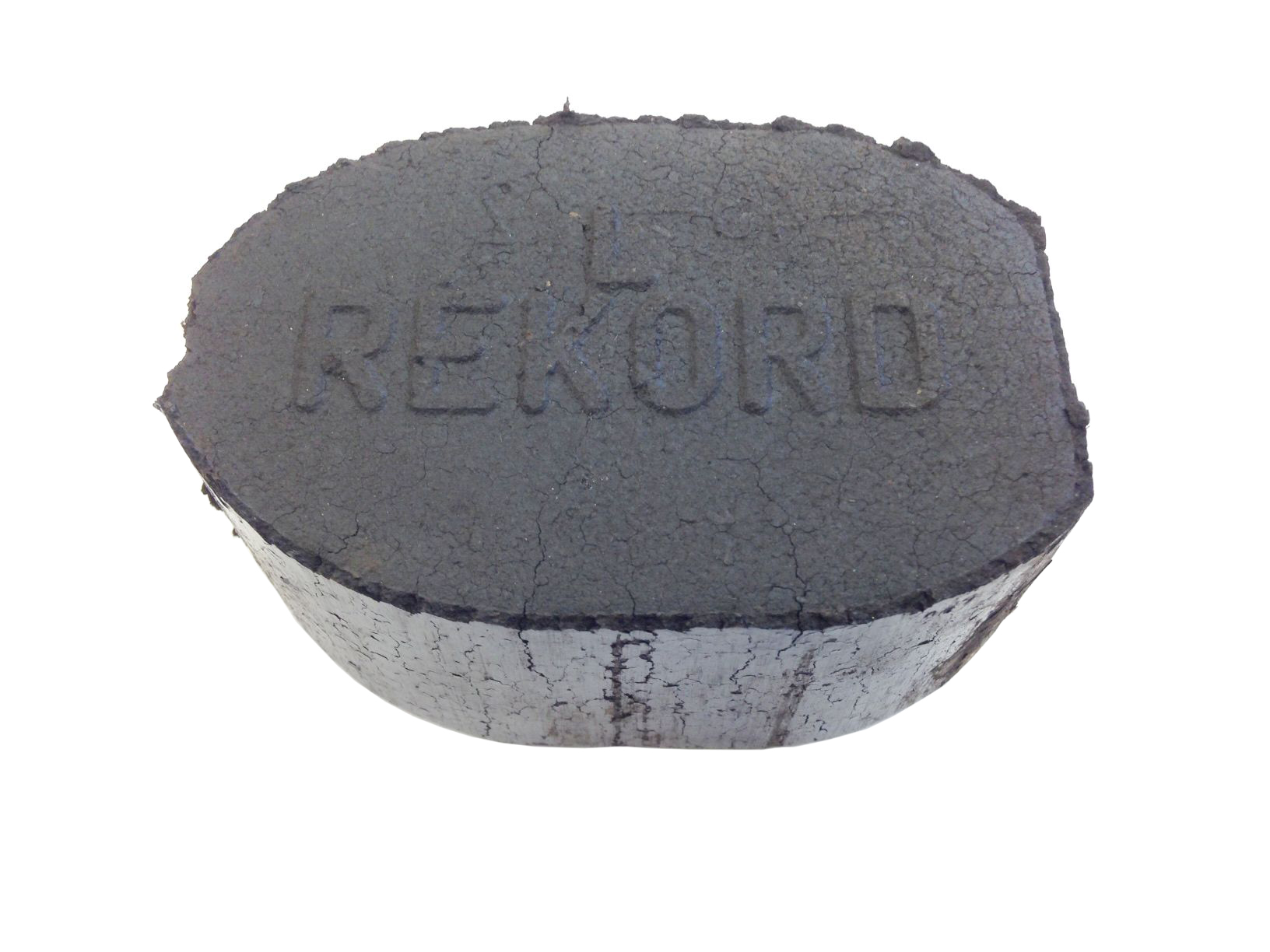
Rekord-Brikett im Format Halbstein H105
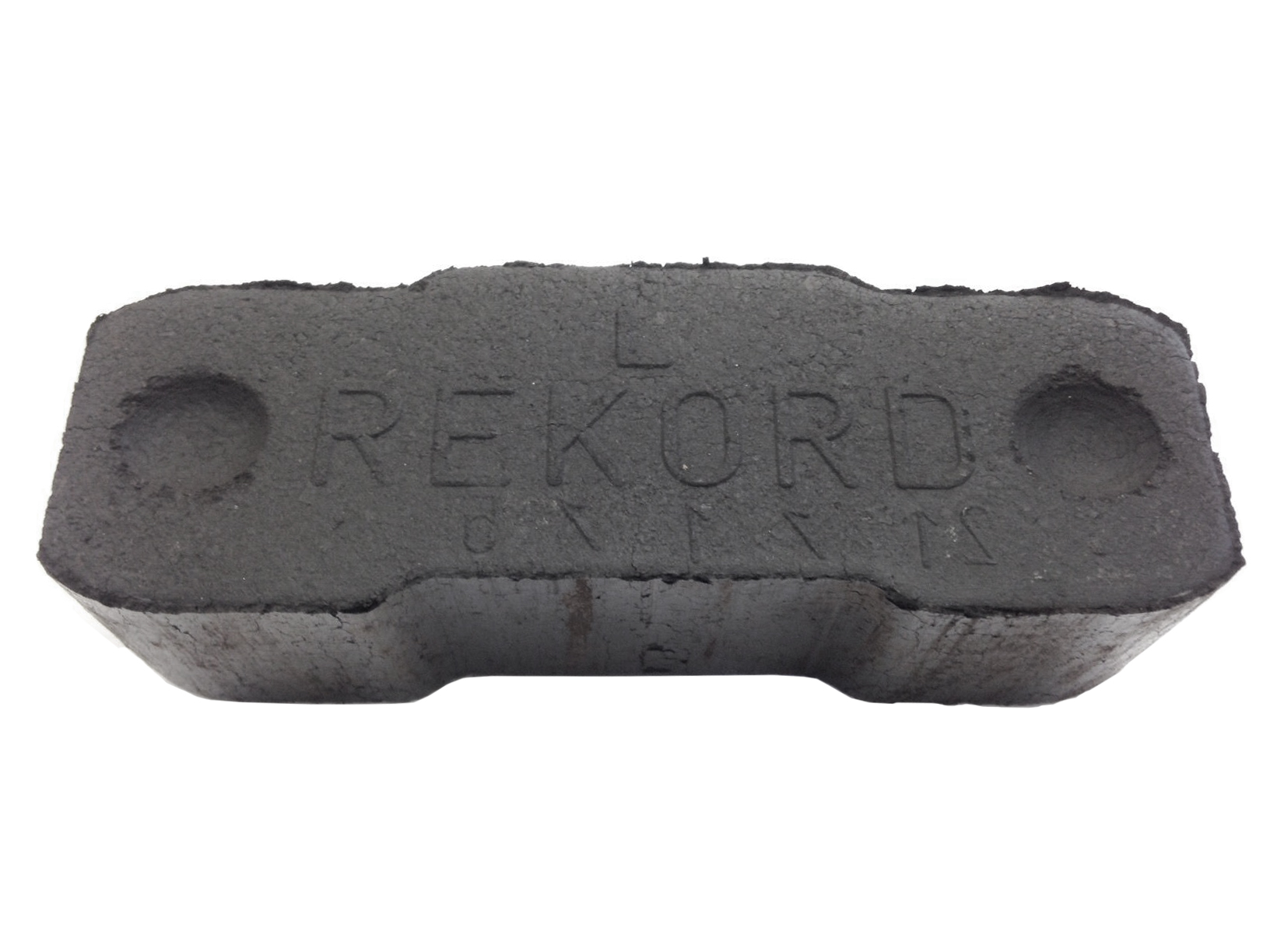
Rekord-Brikett im Format Bündelstein
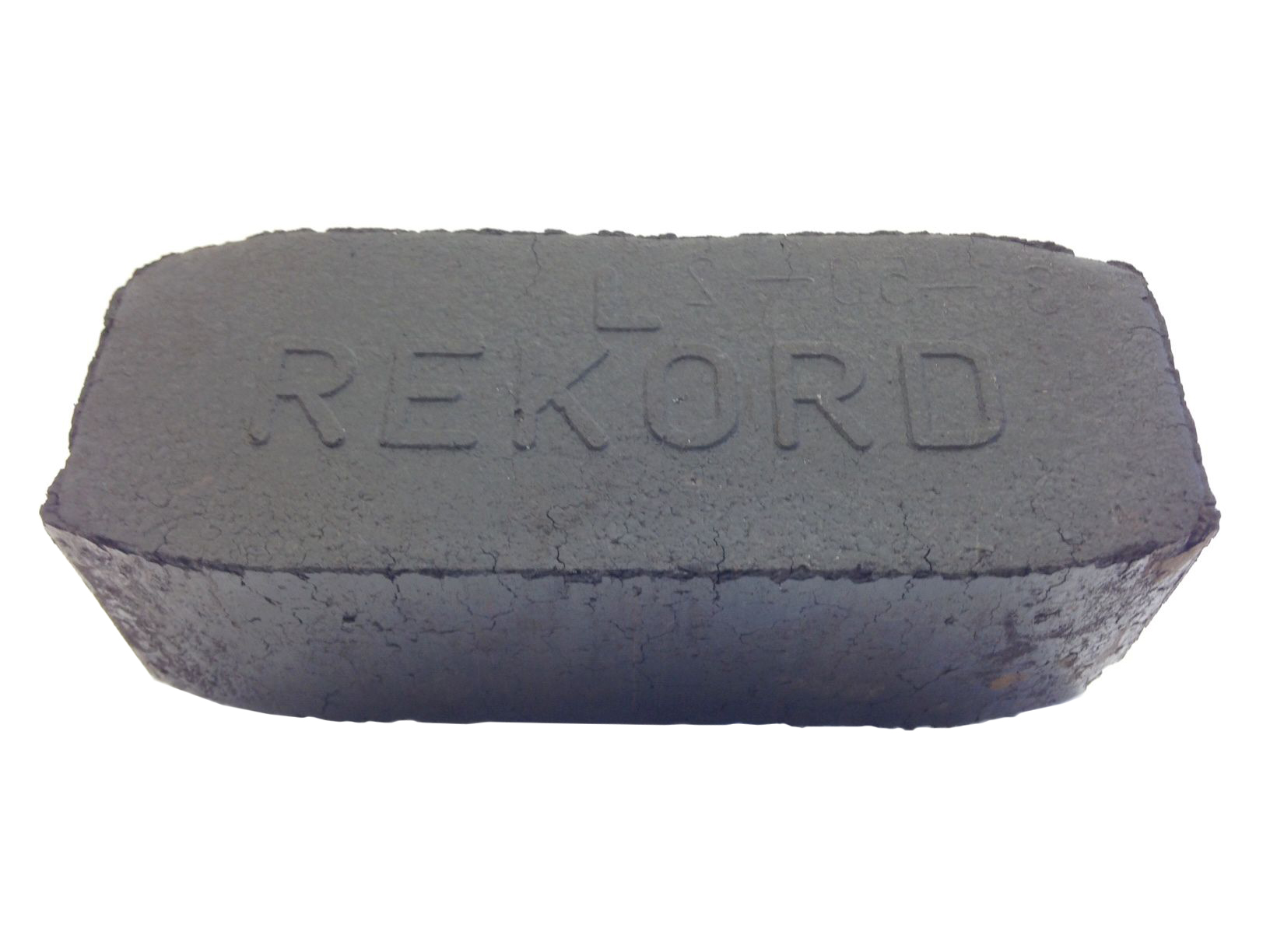
Rekord-Brikett im Format Ganzstein G156
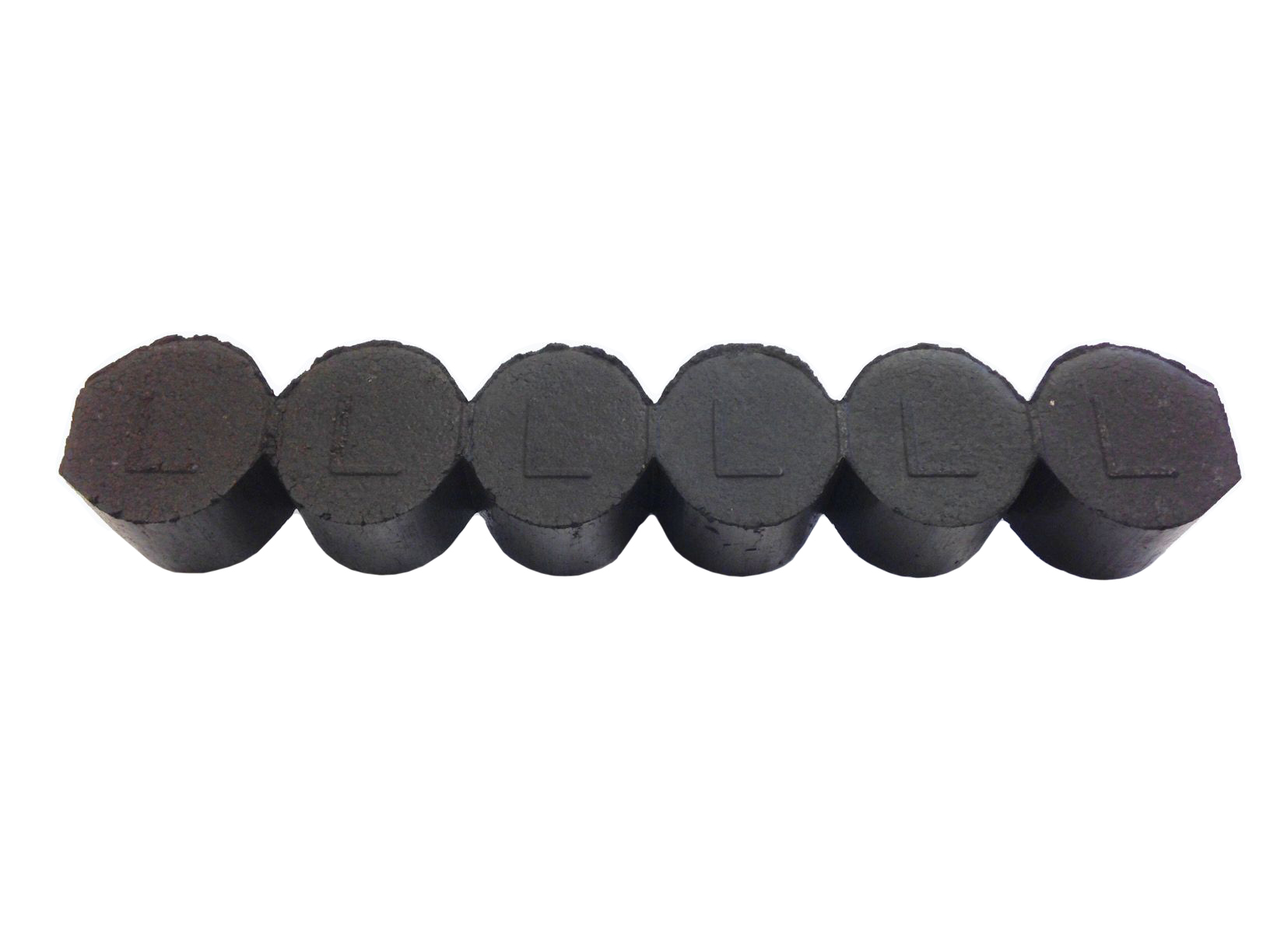
Rekord-Briketts im Format Viertelsteine V52

Je nach Einsatzbereich und Anwendung werden Briketts in unterschiedlicher Form und Größe produziert. Rekord-Briketts werden heute in vier unterschiedlichen Formaten produziert: Als Bündelganzstein (Steinlänge ca. 182 mm, mit flacher Mulde / flachem Buckel an den Längsseiten des Profils); als loser Ganzstein (Länge ca. 156 mm); als Halbstein (ca. 105 mm) sowie als Viertelstein (ca. 52 mm). Dafür wird die Brikettierkohle durch unterschiedlich geformte Presskanäle mit einem entsprechend geformten Stempel unter hohem Druck gepresst.

## Ähnliche Produkte
- Das Union-Brikett ist das Pendant des Rheinischen Braunkohlereviers.